# フランシスコ・カラバイヨ
フランシスコ・ダニエル・カラバイヨ・ルーゴ（Francisco Daniel Caraballo Lugo , 1983年10月21日 - ）は、ベネズエラ・アンソアテギ州アナコ出身の元プロ野球選手（外野手）。右投右打。
独立リーグの四国アイランドリーグplus（在籍当時は四国・九州アイランドリーグ）とベースボール・チャレンジ・リーグ（ルートインBCリーグ）におけるシーズン最多本塁打・シーズン最多打点の記録保持者。また、NPBにおける、独立リーグ出身としてのシーズン最多本塁打記録保持者。

## 経歴

### アストロズ傘下時代
2001年にヒューストン・アストロズと契約。2007年まで傘下のマイナーチームでプレー。

### ウースター時代
2008年は、独立リーグであるカナディアン・アメリカン・リーグのウースター・トルネードズでプレー。

### 高知時代
2009年、四国・九州アイランドリーグの高知ファイティングドッグスに入団。8月には打率.419、5本塁打、15打点を記録して月間MVPを獲得するなどシーズンを通して活躍、最終的には本塁打王・打点王の二冠に輝いた。このシーズンに記録した111安打・18本塁打・76打点は、2020年シーズン終了時点においていずれもリーグのシーズン記録である。この年高知はリーグ優勝を達成（グランドチャンピオンシップにも優勝）。カラバイヨは指名打者のベストナインに選ばれたが、シーズンMVPは同僚投手の吉川岳（最多勝・最多奪三振）となった。

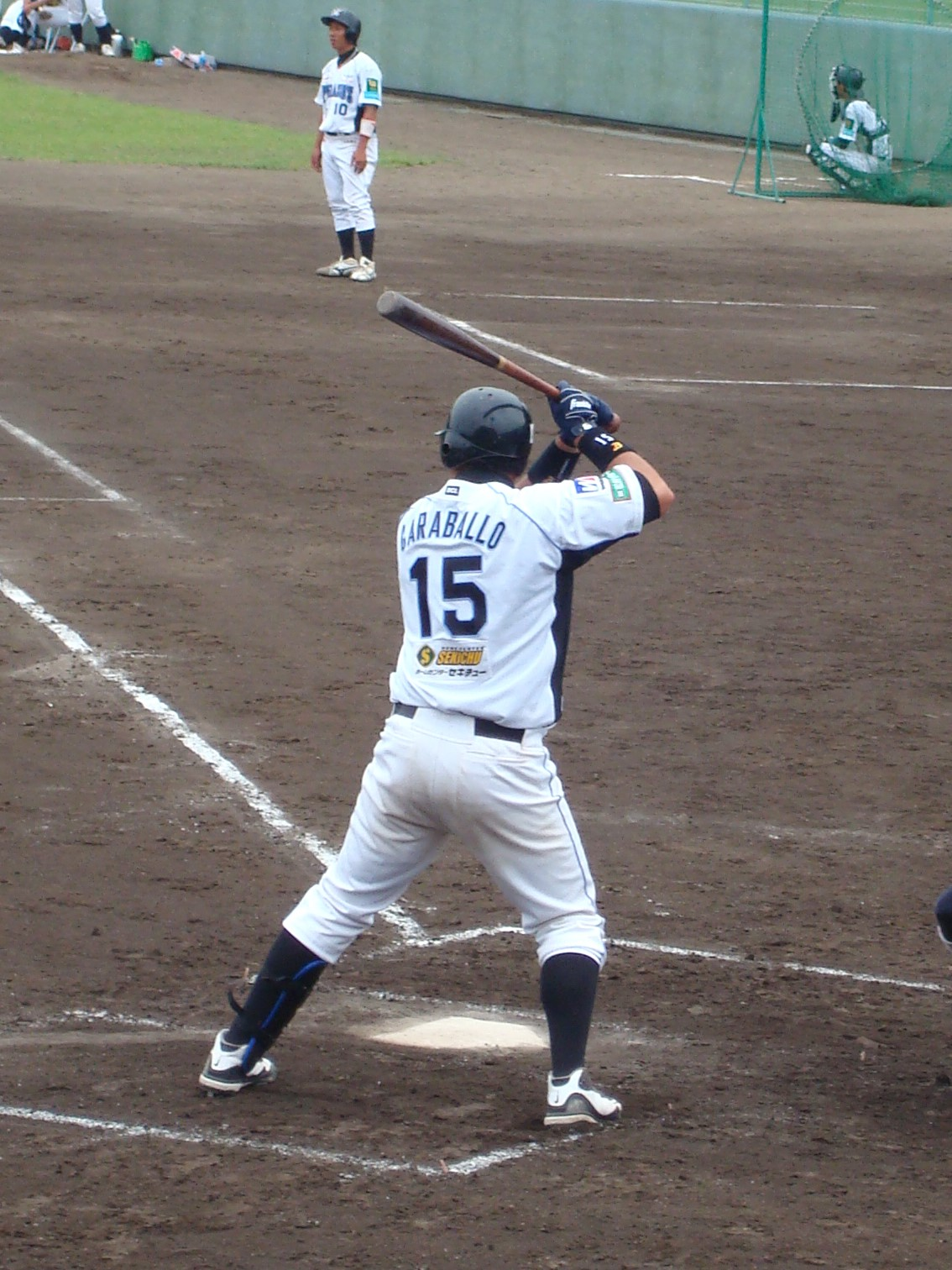
2010年5月22日、富山戦でのカラバイヨ

球団やリーグから退団の公式な発表はなかったが、2010年3月23日のリーグの監督・キャプテンによる記者会見の際に監督の定岡智秋から「昨年二冠王を取った長距離打者が退団」とのコメントがあり、高知を退団したことが明らかにされた。

### 第一次群馬時代
同年3月26日、ベースボール・チャレンジ・リーグの群馬ダイヤモンドペガサスに入団した。群馬は前年のグランドチャンピオンシップでの対戦チームだった。BCリーグでは39試合で15本塁打を放ち、この記録がシーズン終了まで抜かれなかったので、カラバイヨは2つの独立リーグにまたがって2年連続の本塁打王を獲得することになった。

### 第一次オリックス時代

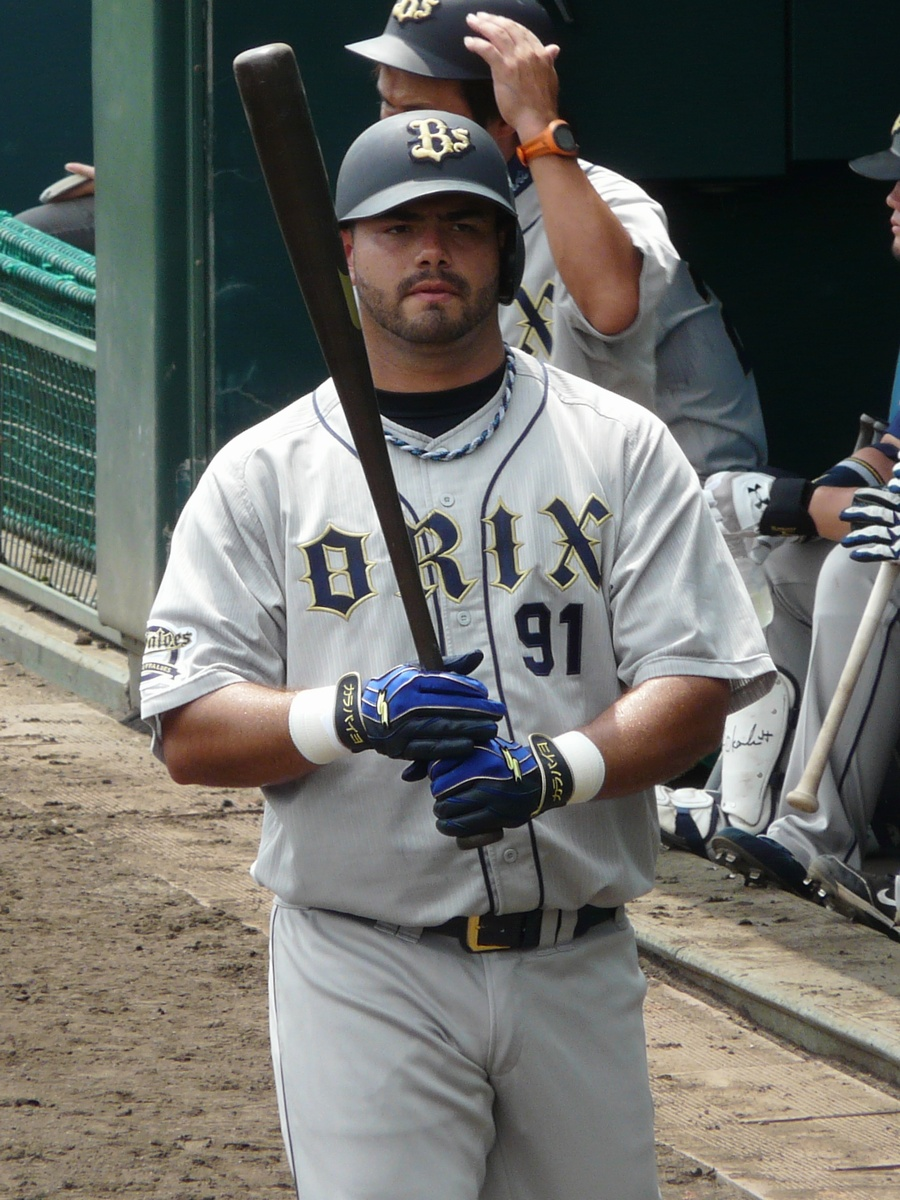
オリックス・バファローズ時代
(2011年8月23日)

同年7月9日、オリックス・バファローズが獲得を発表。7月12日に支配下登録された。BCリーグから外国人選手がNPBへ移籍するのは史上初。入団後の7月19日に一軍登録され、同日の対楽天戦で代打で途中出場すると、第2打席に初安打となるBCリーグ出身選手のNPB初本塁打をレフトスタンドへ放った。その後も一軍で出場機会を得て、随所で長打力を発揮した。最後は9月25日のロッテ戦での試合中にスイングした際に、左手首を骨折して戦線離脱したが、125打席で46三振、打率.257と粗さも見せつつも、7本塁打18打点とまずまずの成績を残した。8月21日のロッテ戦では満塁本塁打、9月15日の西武戦では1試合2本塁打も記録していた。
翌2011年はキャンプ終盤にまたも左手首の手術を受け今季絶望と思われたが、7月12日にウエスタン・リーグで実戦復帰するとその日の阪神戦で3ランを放つなど復調を見せ、3日後の7月16日に一軍昇格すると不振のT-岡田に代わって4番に抜擢されるも打撃に精彩を欠き、一軍での出場は僅か4試合にとどまり、10月24日に球団から戦力外通告を受けた。

### ニュージャージー時代
2012年はカナディアン・アメリカン・リーグのニュージャージー・ジャッカルズでプレー。

### 第二次群馬時代
2013年に選手兼任コーチとして群馬ダイヤモンドペガサスに3年ぶりに復帰。同年は青木智史が持つBCリーグの本塁打記録を更新する活躍をみせ、最多本塁打と最多打点のタイトルを獲得するとともに、シーズンのMVPとベストナインにも選ばれた。
2014年からアレックス・ラミレスが打撃コーチに就任したことに伴い、打撃コーチ補佐となる。同年は前年更新した本塁打、打点の記録をさらに更新し、BCリーグ史上初のシーズン30本塁打を達成。打率もトップにたちリーグ初の三冠王に輝いた。2年連続でシーズンMVP・ベストナインに選出される。シーズン終了後には古巣・オリックスが入団テストを行うことを発表した。

### 第二次オリックス時代
2015年2月16日にオリックスが獲得を発表し、3年ぶりの復帰となった。背番号は前回在籍時につけていた91がすでにアレッサンドロ・マエストリがつけていたため、99となった。なお、99が外国人選手に割り当てられるのは、ブルーウェーブ時代の1998～2000年にトロイ・ニールがつけて以来15年ぶりのこととなる。チームに故障者が続出する中で春先は4番に座り、5月までに11本塁打を放ったが、6月以降は数字を残せず出場機会を減らし、12月2日に自由契約となった。
オフには、第1回WBSCプレミア12のベネズエラ代表に選出された。

### 第三次群馬時代、そして引退
2016年1月30日、群馬に選手兼コーチとして復帰することが報じられ、2月1日に野手コーチ兼任で入団することが発表された。群馬には2度目の復帰となる。群馬に3シーズン在籍する間、3年連続最多本塁打に加え2016年と2018年には最多打点も獲得し、群馬の3年連続地区優勝（うち2016年と2018年はリーグ優勝）に貢献した。この間、3年連続でリーグのシーズンMVP（野手部門）とベストナイン（2016年と2017年は一塁手、2018年は指名打者）に選出されている。
2019年2月25日、前シーズン限りでの任意引退が発表された。群馬在籍中に放った通算151本塁打はリーグ最多記録だったが、2023年8月20日に同僚だった井野口祐介が通算152本塁打目を記録して更新した。
引退後はフロリダ州にあるトヨタ自動車のディーラーに勤務しており、地元の少年野球チームでの指導にも当たっている。

## 人物
一度目のオリックス入団時の2010年シーズンは英語でヒーローインタビューに応じていたが、2015年4月19日のヒーローインタビューでは流暢な日本語を披露し、ファンを驚かせた。以降、ヒーローインタビューやマスコミの取材には基本的に日本語で答えているが、2015年5月13日のヒーローインタビューでは家族が来日していたために英語で応じている。独立リーグ時代に専属の通訳や英語・スペイン語の分かるチームメートがいなかったため、「自ら覚えるしかなかった」という。30年以上近鉄やオリックスで球団通訳を務める藤田義隆は「ここまで日本語を身につけた外国人選手は僕の経験でもいないですね」と証言する。
2010年5月に佐藤製薬「ユンケル」オーディションで選ばれ、CMに出演。鉄骨の上でイチローと対戦する相手投手役。NPBでの初ホームランのお祝いとしてユンケル100本が贈られたという。
オリックス時代の応援歌はベン・オグリビー、フレッディ・ガルシア、カリーム・ガルシアなどに使われた曲の流用。一度目の入団と二度目の入団の間にはボビー・スケールズに使用された。

## 詳細情報

### 年度別打撃成績
| 年 度    | 球 団      | 試 合 | 打 席 | 打 数 | 得 点 | 安 打 | 二 塁 打 | 三 塁 打 | 本 塁 打 | 塁 打 | 打 点 | 盗 塁 | 盗 塁 死 | 犠 打 | 犠 飛 | 四 球 | 敬 遠 | 死 球 | 三 振 | 併 殺 打 | 打 率 | 出 塁 率 | 長 打 率 | O P S |
| -------- | ---------- | ----- | ----- | ----- | ----- | ----- | -------- | -------- | -------- | ----- | ----- | ----- | -------- | ----- | ----- | ----- | ----- | ----- | ----- | -------- | ----- | -------- | -------- | ----- |
| 2010     | オリックス | 36    | 125   | 113   | 12    | 29    | 4        | 0        | 7        | 54    | 18    | 0     | 0        | 0     | 0     | 11    | 1     | 1     | 46    | 0        | .257  | .328     | .478     | .806  |
| 2011     | オリックス | 4     | 12    | 11    | 1     | 1     | 0        | 0        | 0        | 1     | 0     | 0     | 0        | 0     | 0     | 1     | 0     | 0     | 6     | 0        | .091  | .167     | .091     | .258  |
| 2015     | オリックス | 64    | 247   | 222   | 26    | 56    | 9        | 0        | 12       | 101   | 35    | 0     | 1        | 0     | 3     | 17    | 0     | 5     | 63    | 3        | .252  | .316     | .455     | .771  |
| NPB：3年 | NPB：3年   | 104   | 384   | 346   | 39    | 86    | 13       | 0        | 19       | 156   | 53    | 0     | 1        | 0     | 3     | 29    | 1     | 6     | 115   | 3        | .249  | .315     | .451     | .768  |

### 記録
NPB
- 初出場：2010年7月19日、対東北楽天ゴールデンイーグルス13回戦（京セラドーム大阪）、3回裏に森山周の代打として出場
- 初安打・初本塁打・初打点：同上、6回裏に山村宏樹から左越ソロ
- 初先発出場：2010年7月20日、対東北楽天ゴールデンイーグルス14回戦（京セラドーム大阪）、7番・右翼手として先発出場

### 独立リーグでの打撃成績
| 年 度    | 球 団    | 試 合 | 打 数 | 得 点 | 安 打 | 二 塁 打 | 三 塁 打 | 本 塁 打 | 打 点 | 三 振 | 四 球 | 死 球 | 犠 打 | 犠 飛 | 盗 塁 | 打 率 | 出 塁 率 | 長 打 率 | O P S |
| -------- | -------- | ----- | ----- | ----- | ----- | -------- | -------- | -------- | ----- | ----- | ----- | ----- | ----- | ----- | ----- | ----- | -------- | -------- | ----- |
| 2009     | 高知     | 79    | 309   | 43    | 111   | 25       | 2        | 18       | 76    | 43    | 20    | 7     | 0     | 5     | 6     | .359  | .405     | .628     | 1.033 |
| 2010     | 群馬     | 39    | 147   | 35    | 52    | 9        | 0        | 15       | 46    | 29    | 22    | 2     | 0     | 4     | 0     | .354  | .434     | .721     | 1.155 |
| 2013     | 群馬     | 72    | 265   | 57    | 97    | 19       | 0        | 24       | 63    | 69    | 42    | 4     | 0     | 0     | 1     | .366  | .460     | .709     | 1.169 |
| 2014     | 群馬     | 63    | 240   | 68    | 95    | 14       | 0        | 33       | 87    | 39    | 37    | 2     | 0     | 3     | 2     | .396  | .475     | .967     | 1.342 |
| 2016     | 群馬     | 71    | 252   | 49    | 87    | 7        | 0        | 20       | 60    | 57    | 39    | 6     | 0     | 1     | 3     | .345  | .443     | .611     | 1.054 |
| 2017     | 群馬     | 62    | 232   | 63    | 87    | 5        | 2        | 32       | 78    | 48    | 34    | 12    | 0     | 2     | 3     | .375  | .475     | .828     | 1.303 |
| 2018     | 群馬     | 61    | 231   | 50    | 79    | 18       | 0        | 27       | 86    | 57    | 38    | 7     | 0     | 5     | 0     | .342  | .441     | .771     | 1.212 |
| IL：1年  | IL：1年  | 79    | 309   | 43    | 111   | 25       | 2        | 18       | 76    | 43    | 20    | 7     | 0     | 5     | 6     | .359  | .405     | .628     | 1.033 |
| BCL：6年 | BCL：6年 | 368   | 1367  | 322   | 497   | 72       | 2        | 151      | 420   | 299   | 212   | 33    | 0     | 15    | 9     | .364  | .456     | .751     | 1.207 |

- 2018年度シーズン終了時
- シーズンの太字はリーグ最高、赤太字はリーグ歴代最高

### 独立リーグでのタイトル・表彰
タイトル（四国IL）
- 最多本塁打：1回 （2009年）
- 最多打点：1回 （2009年）

タイトル（BCL）
- 首位打者：1回 （2014年）
- 最多本塁打：6回 （2010年、2013年、2014年、2016年、2017年、2018年）
- 最多打点：4回 （2013年、2014年、2016年、2018年）
- 打撃三冠王：2014年

表彰（四国IL）
- ベストナイン：1回 （指名打者部門：2009年）

表彰（BCL）
- 年間MVP：5回 （2013年、2014年、2016年、2017年、2018年）
- 前期MVP：4回 （2010年、2013年、2014年、2017年）
- 後期MVP：2回 （2016年、2018年）
- ベストナイン：5回 （指名打者部門：2013年・2018年、外野手部門：2014年、一塁手部門：2016年・2017年）

### 背番号
- 35 （2009年）
- 15 （2010年 - 2010年7月11日）
- 91 （2010年7月12日 - 2011年）
- 42 （2013年 - 2014年、2016年 - 2018年）
- 99 （2015年）

### 代表歴
- 2015 WBSCプレミア12 ベネズエラ代表